# Soutelo do Douro
Soutelo do Douro é uma povoação portuguesa sede da Freguesia de Soutelo do Douro do Município de São João da Pesqueira, freguesia com 18,24 km² de área e 372 habitantes (censo de 2021), tendo, por isso, uma densidade populacional de 20,4 hab./km².
Foi vila e sede de concelho desde o século XIV até 1830. O concelho era constituído apenas pela freguesia da sede.

## Demografia
A população registada nos censos foi:
| Distribuição da População por Grupos Etários | Distribuição da População por Grupos Etários | Distribuição da População por Grupos Etários | Distribuição da População por Grupos Etários | Distribuição da População por Grupos Etários |
| -------------------------------------------- | -------------------------------------------- | -------------------------------------------- | -------------------------------------------- | -------------------------------------------- |
| Ano                                          | 0-14 Anos                                    | 15-24 Anos                                   | 25-64 Anos                                   | > 65 Anos                                    |
| 2001                                         | 96                                           | 67                                           | 250                                          | 109                                          |
| 2011                                         | 65                                           | 56                                           | 245                                          | 93                                           |
| 2021                                         | 40                                           | 41                                           | 199                                          | 92                                           |

## Património
- Pelourinho, um elegante exemplar manuelino, classificado de interesse público;
- Casa da Câmara e cadeia com brasão de D. Maria I;
- Fonte da Praça constitui referência importante da vida comunitária;
- Igreja paroquial, sólida e robusta, e bem travada, modelo dos nossos templos rurais, apresentava um interior rico em talha dourada (fins do Séc. XVII), retábulo-mor e altares colaterais de outros períodos. Foi vítima de um incêndio em junho de 2002 que a deixou completamente destruída. A reconstrução, com a ajuda do povo soutelense, já foi concluída.
- Capelas de Santo Amaro, a de São Sebastião, a de Nossa Senhora das Neves (miradouro) e a de Santa Marinha.

## História
O documento mais antigo referente a esta terra, então também designada Souselo, é de 1295. Trata-se de uma sentença, pela qual os moradores da freguesia são condenados a pagar jugada ao Mosteiro de Sarzedas. D. Dinis deu a jurisdição de Soutelo ao Cabido de Lamego que, subtraído ao concelho de São João da Pesqueira, passou a constituir concelho próprio até meados do século XIX. Era abadia da apresentação do Cabido da Sé de Lamego. Hoje, eclesiasticamente anexa a Ervedosa do Douro peretnce à Diocese de Lamego.